# サン＝ゴルティエ
サン＝ゴルティエ （Saint-Gaultier）は、フランス、サントル＝ヴァル・ド・ロワール地域圏、アンドル県のコミューン。

## 地理
県南部に位置し、自然上の地方区分ではボワショー・シュド地方に含まれる。ラ・ブレンヌ地域圏自然公園の一部である。
ル・ブランとは27km、シャトールーとは29km離れている。コミューンを流れるのは、クルーズ川とブザントゥイユ川である。コミューン内で、2つの河川が合流する。
複数の県道がコミューンに通じている。鉄道路線は、ポール・ド・ピル・ア・アルジャントン・シュル・クルーズ線がコミューン内を通過する。最寄りの鉄道駅は、10km離れたアルジャントン・シュル・クルーズ駅である。

## 由来
フランス革命時代、コミューンは暫定的にロシュ＝リーブル（Roche-Libre）と呼ばれていた。

## 歴史
サン＝ゴルティエとは、シャラントにあるレストルプ修道院の院長ゴルティエにちなんだ名称である。1040年、ラ・マルシュ伯とシャバネ領主は修道院を略奪し火をつけた。院長ゴルティエは事件が起きた際には現場に不在で、2人の犯罪者を破門するよう教皇庁へ訴えた。賠償の際に、ラ・マルシュ伯は修道院を修復する費用を払わねばならなかった。シャバネ領主は、自身がベリーに所有するクルーズ川両岸に広がった土地を寄進しなければならなかった。川の左岸に現在あるのが、リヴァレンヌというコミューンである。右岸は当時、農民が少数しか住んでいない、無名の土地であった。
この土地に11世紀後半、教会を建てることが決まった。教会は、1070年に死去し3年後に列聖された院長ゴルティエに捧げられることになった。
サン＝ゴルティエは王室司祭の席があり、ラ・シャトルのエレクション（当時の行政区画の1つで、フランス王国政府から任命された王の代理人が財政・金融を司った）の一部であった。村の領主権は、修道院長とシャトールーの領主が共同で持っていた。

## 人口統計
| 1962年 | 1968年 | 1975年 | 1982年 | 1990年 | 1999年 | 2005年 | 2014年 |
| ------ | ------ | ------ | ------ | ------ | ------ | ------ | ------ |
| 2133   | 2235   | 2174   | 2042   | 1995   | 1934   | 1976   | 1819   |

参照元:1962年から1999年までは複数コミューンに住所登録をする者の重複分を除いたもの。それ以降は当該コミューンの人口統計によるもの。1999年までEHESS/Cassini、2006年以降INSEE。

## 経済
コミューンは、ヴァランセ・チーズの製造と熟成で使用される生乳の生産地域に含まれている。

## 姉妹都市
- レーオポルツヘーエ、ドイツ